# Walter Thijssen
Walter Meijer Timmerman Thijssen (ur. 28 września 1877 w Yogyakarcie; zm. 3 lipca 1943 w Hilversum) – holenderski wioślarz.
Walter Thijssen był uczestnikiem Letnich Igrzysk Olimpijskich 1900 w Paryżu, podczas których wraz ze swoją osadą zajął 3. miejsce w konkurencji ósemek ze sternikiem.